# Магри, Лучо
Лучо Магри (итал. Lucio Magriо файле; 19 августа 1932, Феррара — 28 ноября 2011, Цюрих) — итальянский журналист и политический деятель, коммунист. Один из участников группы «Манифест» и депутат парламента.

## Биография
Родился 19 августа 1932 года в городе Феррара, Италия.
После исключения из Итальянской коммунистической партией выступил соучредителем нового левого издания «il manifesto» и связанной с ней одноимённой политической группы.
Был одним из основателей (в 1974) и секретарём Партии пролетарского единства (Partito di Unità Proletaria per il Comunismo), которая в 1975 году создала леворадикальный фронт под названием «Пролетарская демократия». В 1984 году партия вышла из состава «Пролетарской демократии» и объединилась с Итальянской коммунистической партией. Однако после резкого отказа последней от коммунистической идентичности и трансформации в ДПЛС Магри с другими бывшими однопартийцами перешёл в Партию коммунистического возрождения.
В 1995 году Лючио Магри и Лучана Кастеллина, состоявшие депутатами парламента от ПКВ, разошлись с партией по вопросу о технократическом правительстве Ламберто Дини — хотя оно проводило антисоциальную политику бюджетной экономии, Магри и Кастеллина вопреки воле партийного большинства проголосовали за утверждение этого кабинета министров, чтобы не допустить возвращения Сильвио Берлускони. Они откололись от ПКВ и создали Унитарное движение коммунистов, влившееся в 1998 году в партию «Левые демократы».
Автор фундаментальной истории Итальянской коммунистической партии, озаглавленной «Портной из Ульма: Коммунизм в XX веке» (The Tailor of Ulm: Communism in the Twentieth Century, в оригинале Il sarto di Ulm. Una possibile storia del PCI). Это была, своего рода, попытка проследить историю Коммунистической партии в Италии, и в мире в целом, во второй половине двадцатого века, выделяя так много моментов разветвления, которые, если бы пересеклись совсем иначе, могли бы создать итальянское коммунистическое движение, которое очень сильно бы отличалось от нынешнего.
В ноябре 2011 года, подавленный смертью своей жены, Мары Кальтаджироне, (1946—2009), он отправился в Беллинцона в Швейцарии, где, несмотря на сопротивление его друзей, Лючио Магри закончил свою жизнь в швейцарской клинике при помощи эвтаназии.
3 декабря 2011 года он был похоронен рядом с женой Марой на кладбище Реканати. По этому случаю, Famiano Crucianelli читает последнее письмо Магри.